# 仁平 (日本)
仁平（1151年2月14日~1154年12月4日）是日本的年號之一，指的是久安之後、久壽之前，1151年到1154年這段期間。這個時代的天皇是近衛天皇，並由鳥羽上皇實施院政。

## 改元
- 久安七年正月二十六日（西元1151年2月14日） 因暴風與洪水而改元。
- 仁平四年十月二十八日（西元1154年12月4日） 改元久壽.

## 出處
《後漢書卷三十一·郭杜孔張廉王蘇羊賈陸列傳第二十一·孔奮傳》：「奮既立節，治貴仁平，太守梁統深相敬待，不以官屬禮之，常迎於大門，引入見母。」。

## 紀年、西曆、干支對照表
| 仁平       | 元年   | 2年    | 3年    | 4年    |
| ---------- | ------ | ------ | ------ | ------ |
| 儒略曆日期 | 1151年 | 1152年 | 1153年 | 1154年 |
| 干支       | 辛未   | 壬申   | 癸酉   | 甲戌   |